# Ernst Thomas (Journalist)
Ernst Thomas (* 21. Februar 1916 in Darmstadt; † 3. November 1997) war ein deutscher Musikkritiker und Musikschriftsteller.

## Leben und Werk
Ernst Thomas entstammte einer alteingesessenen Darmstädter Familie. Sein Urgroßvater Georg Sebastian Thomas (gest. 1866) war in Darmstadt Hofkapellmeister. Ernst Thomas studierte von 1934 bis 1939 am Leipziger Konservatorium Klavier bei Robert Teichmüller, Dirigieren bei Hermann Abendroth und Max Hochkofler, Musiktheorie bei Max Ludwig und Musikwissenschaft bei Reinhard Oppel. 1939 studierte er Dirigieren am Salzburger Mozarteum bei Clemens Krauss. Nach dem Zweiten Weltkrieg studierte er in Heidelberg bei der Pianistin Frieda Kwast-Hodapp (1880–1949).
In der Saison 1940/1941 begann er als Kapellmeister in Freiburg im Breisgau und Görlitz. Nach dem Zweiten Weltkrieg wurde er Musikkritiker. Von 1947 bis 1956 wirkte Ernst Thomas als Musikkritiker am Darmstädter Echo, von 1956 bis 1962 war Thomas Musikredakteur der Frankfurter Allgemeinen Zeitung. Von 1958 bis 1978 wirkte Thomas als Mitherausgeber der Neuen Zeitschrift für Musik (NZfM). Seit 1961 sprach er im WDR Köln in freier Folge den Neuen Musikbericht. 1962 wurde er Leiter des Internationalen Musikinstitutes Darmstadt und von 1962 bis 1982 der Internationalen Ferienkurse für Neue Musik in Darmstadt. Von 1964 bis 1978 wirkte er als Redakteur der von  Karl Amadeus Hartmann ins Leben gerufenen Musica-viva-Konzerte des Bayerischen Rundfunks in München. Ernst Thomas gehörte mehrere Jahre dem Präsidium des Deutschen Musikrates an.